# Grabówka (Tarnów)
Grabówka – część miasta Tarnów, oraz jednostka pomocnicza gminy Osiedle nr 4 „Grabówka”.
Włączono do Tarnowa w 1846 r. Gmina jednostkowa Grabówka Vorstadt przetrwała znacznie dłużej.
Znajduje się tam między innymi: sztuczne lodowisko, Dom pomocy społecznej, hala sportowa, Sanktuarium Matki Bożej Fatimskiej i św. Józefa (przy ul. Matki Bożej Fatimskiej 39). Powstała także książka pt. „Grabówka”. 25 sierpnia 2010 roku na terenie Grabówki została otwarta druga i największa w mieście galeria handlowa Gemini Jasna Park.